# 分岐被覆
数学では、分岐被覆(branched covering)は、小さな集合を除き、ほぼ全体が被覆写像となっている写像を記述する。

## トポロジーでは
トポロジーでは、写像が分岐集合と呼ばれる疎集合を除いて至る所被覆写像となっている場合に、この写像を分岐被覆と呼ぶ。例として、円の楔(wedge of circles)から一つの円への写像であって各円上同相写像であるようなものがある。 

## 代数幾何学では
代数幾何学では、代数多様体の分岐被覆(branched covering)とは，代数多様体 V から代数多様体 W への射(morphism) f であって，2つの次元が同じで，f のファイバーの次元が 0 であり，全射であるものを言う．
このとき，（ザリスキー位相について） W の稠密な開集合 W′ があり，f の W′ への制限（つまりV′ = f−1(W′) から W′ への f からきまる射）は不分岐である．ここで射が不分岐とは、複素数体上の多様体について強位相で考えると局所同相写像のことであり，一般には（より強く平坦性や分離性を仮定すると），エタール射である．一般的に，位相空間の被覆空間の類似といえる．例えば， V と W がリーマン面であって f は定数ではない正則写像であるとき，この f は分岐被覆となる．またこのとき W の点からなる有限集合 P が存在し，P の外では次の被覆空間を得る．
V′ → W′.

### 分岐軌跡
W の例外的な点の集合（すなわち、上の W′ として最大の開集合をとったときの補集合）は、分岐軌跡(ramification locus)といわれる．分岐を参照のこと．一般にモノドロミーは W′ の基本群が被覆のシートの上に作用することによって発生する．（一般の基礎体の場合にもこの位相的な概念を正確に定めることができる．）

### クンマー拡大
分岐被覆はクンマー拡大，つまり函数体の代数拡大として容易に構成できる．超楕円曲線は典型的な例である．

### 不分岐被覆
不分岐被覆(unramified covering)とは，分岐軌跡が空集合となる分岐被覆である．